# Communauté de communes du canton de Forges-les-Eaux
La Communauté de communes du canton de Forges-les-Eaux (CCCFE) est une ancienne communauté de communes française, située dans le département de la Seine-Maritime et la région Normandie. Elle a été dissoute au 31 décembre 2016 et intégrée dans la communauté de communes des Quatre Rivières.

## Histoire
La communauté de communes a été par arrêté préfectoral du 27 décembre 2001.
Dans le cadre de l'approfondissement de la coopération intercommunale prévu par la Loi portant nouvelle organisation territoriale de la République (Loi NOTRe) du 7 août 2015, le projet de schéma départemental de coopération intercommunale présenté par le préfet de Seine-Maritime le 2 octobre 2015 prévoit la fusion des « communautés de communes du canton de Forges-les-Eaux (10 991 habitants), des Monts et de l’Andelle (5 814 habitants) et de Bray Normand (13 175 habitants) »,.
À la suite de la fusion du Fossé dans Forges-les-Eaux, l'intercommunalité, qui comptait auparavant 21 communes, n'en compte plus que 20 à compter du 1er janvier 2016.

## Territoire communautaire

### Composition
La communauté de communes du canton de Forges-les-Eaux regroupe, au 1er janvier 2016, 20 communes du département de la Seine-Maritime pour une population totale de 10 991 habitants selon les recensements de 2012 :
| Nom                       | Code Insee | Gentilé         | Superficie (km2) | Population (dernière pop. légale) | Densité (hab./km2) |
| ------------------------- | ---------- | --------------- | ---------------- | --------------------------------- | ------------------ |
| Forges-les-Eaux (siège)   | 76276      | Forgions        | 15,33            | 3 905 (2014)                      | 255                |
| Beaubec-la-Rosière        | 76060      | Beaubéciens     | 12,97            | 492 (2014)                        | 38                 |
| Beaussault                | 76065      | Beaussaultois   | 18,30            | 415 (2014)                        | 23                 |
| La Bellière               | 76074      |                 | 4,54             | 55 (2014)                         | 12                 |
| Compainville              | 76185      | Compainvillais  | 6,36             | 175 (2014)                        | 28                 |
| La Ferté-Saint-Samson     | 76261      | Fertésiens      | 19,05            | 470 (2014)                        | 25                 |
| Gaillefontaine            | 76295      | Gallifontains   | 26,23            | 1 241 (2014)                      | 47                 |
| Grumesnil                 | 76332      | Grumesnilois    | 11,16            | 462 (2014)                        | 41                 |
| Haucourt                  | 76343      |                 | 10,18            | 240 (2014)                        | 24                 |
| Haussez                   | 76345      | Hausseziens     | 13,15            | 271 (2014)                        | 21                 |
| Longmesnil                | 76393      | Longmesniliens  | 3,86             | 55 (2014)                         | 14                 |
| Mauquenchy                | 76420      | Malchachéens    | 12,64            | 348 (2014)                        | 28                 |
| Mesnil-Mauger             | 76432      | Mesnil-Maugeois | 8,28             | 242 (2014)                        | 29                 |
| Pommereux                 | 76505      | Pommereusiens   | 5,39             | 99 (2014)                         | 18                 |
| Roncherolles-en-Bray      | 76535      | Roncherollais   | 14,37            | 484 (2014)                        | 34                 |
| Rouvray-Catillon          | 76544      | Roburiens       | 12,22            | 229 (2014)                        | 19                 |
| Saint-Michel-d'Halescourt | 76623      | Saint-Michelois | 4,81             | 112 (2014)                        | 23                 |
| Saumont-la-Poterie        | 76666      | Saumontois      | 15,94            | 409 (2014)                        | 26                 |
| Serqueux                  | 76672      | Sarcophagiens   | 5,76             | 1 012 (2014)                      | 176                |
| Le Thil-Riberpré          | 76691      | Thillais        | 10,09            | 224 (2014)                        | 22                 |

## Organisation

### Siège
Le siège de l'intercommunalité est en mairie de Forges-les-Eaux, 37 place Brevière.

### Élus
La Communauté de communes est administrée par son Conseil communautaire, composé de conseillers communautaires, qui sont des conseillers municipaux  représentant chaque commune membre.

### Liste des présidents
| Période                                  | Période          | Identité       | Étiquette | Qualité |
| ---------------------------------------- | ---------------- | -------------- | --------- | --- |
| Les données manquantes sont à compléter. |                  |                |           | |
| 2008                                     | 31 décembre 2016 | Michel Lejeune | UMP       | Vétérinaire Maire de Forges-les-Eaux (1995 →) Député de la Seine-Maritime (12e circ.) (2002 → 2012) Conseiller général de Forges-les-Eaux (1995 → 2015) Conseiller départemental de Gournay-en-Bray (2015 →) Réélu pour le mandat 2014-2020 |

### Compétences
L'intercommunalité exerce les compétences qui lui sont transférées par les communes membres, dans les conditions fixées par le code général des collectivités territoriales.

### Régime fiscal
L'intercommunalité est financée par une fiscalité additionnelle aux impôts locaux des communes, sans FPZ (fiscalité professionnelle de zone) et sans FPE (fiscalité professionnelle sur les éoliennes).

### Organismes de regroupement
La communauté de communes est membre du syndicat départemental pour le développement du haut débit.

## Projets et réalisations
Maison pluridisciplaire de santé
L'intercommunalité souhaite réaliser une maison pluridisciplinaire de santé à Forges-les-Eaux, rue du Milcipie, dans les anciens locaux de Pôle emploi, ainsi que son pôle annexe à Gaillefontaine.